# Птолемеевский язык
Птолемеевский язык — язык жителей Древнего Египта, одна из стадий египетского языка. Основное распространение — периоды эллинистического, римского и византийского Египта (ок. IV век до н. э. — V век н. э.). В российской египтологии термин предложен учёным Ю. Я. Перепелкиным:1.

## Периодизация
Птолемеевский язык появился в IV веке до н. э., представляя собой эволюцию демотического языка как новая попытка соединить египетский язык с греческой письменностью. Птолемеевский язык был вытеснен коптским в V веке н. э.